# Altiplano cundiboyacense
Pour les articles homonymes, voir Altiplano (homonymie).
L'altiplano cundiboyacense est un ensemble de hauts-plateaux et de plaines localisés sur la cordillère orientale des Andes entre les départements de Cundinamarca et de Boyacá, en Colombie. L'altiplano correspond en grande partie à l'ancien territoire des Muiscas. 

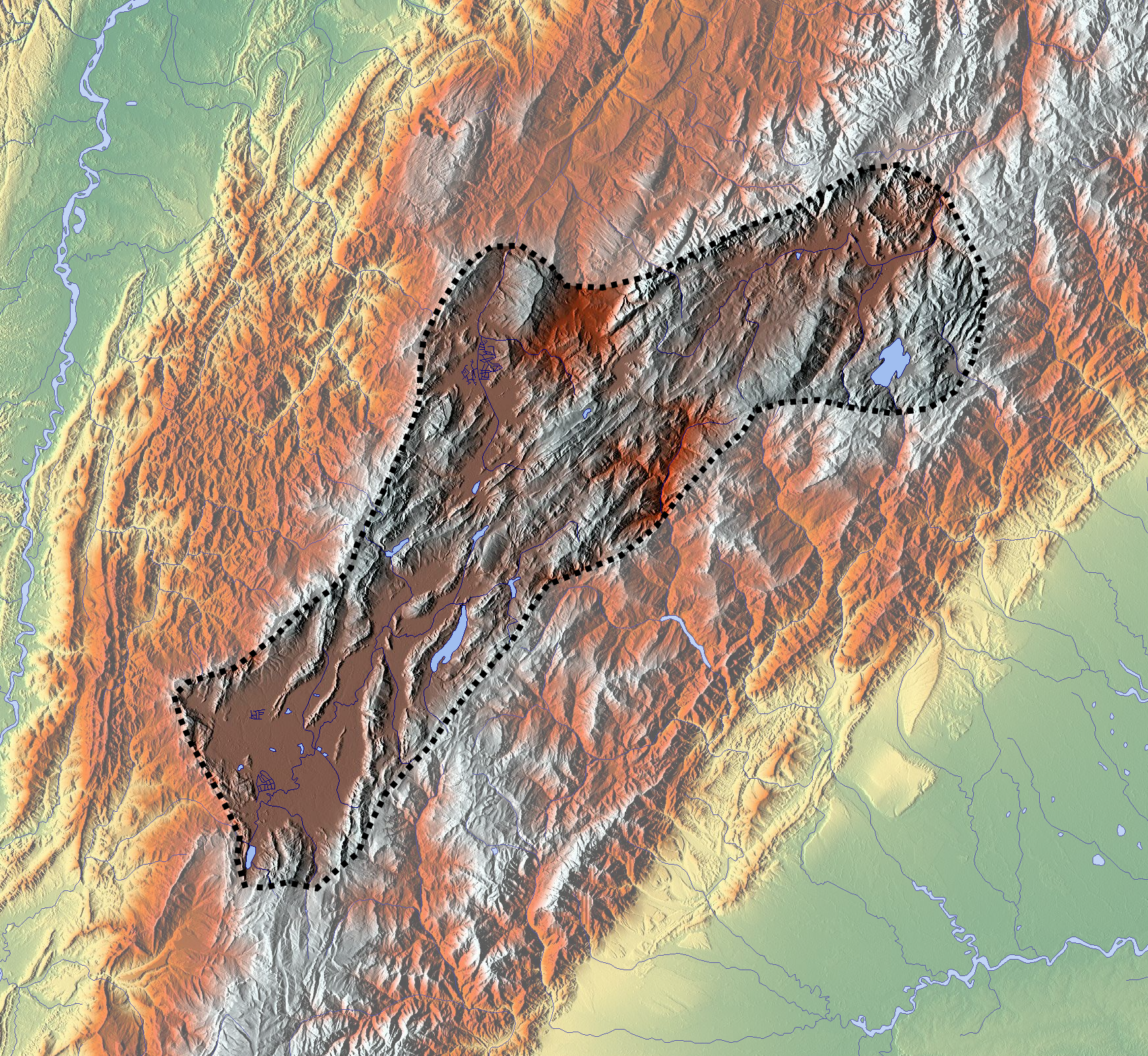
Carte de l'altiplano cundiboyacense.

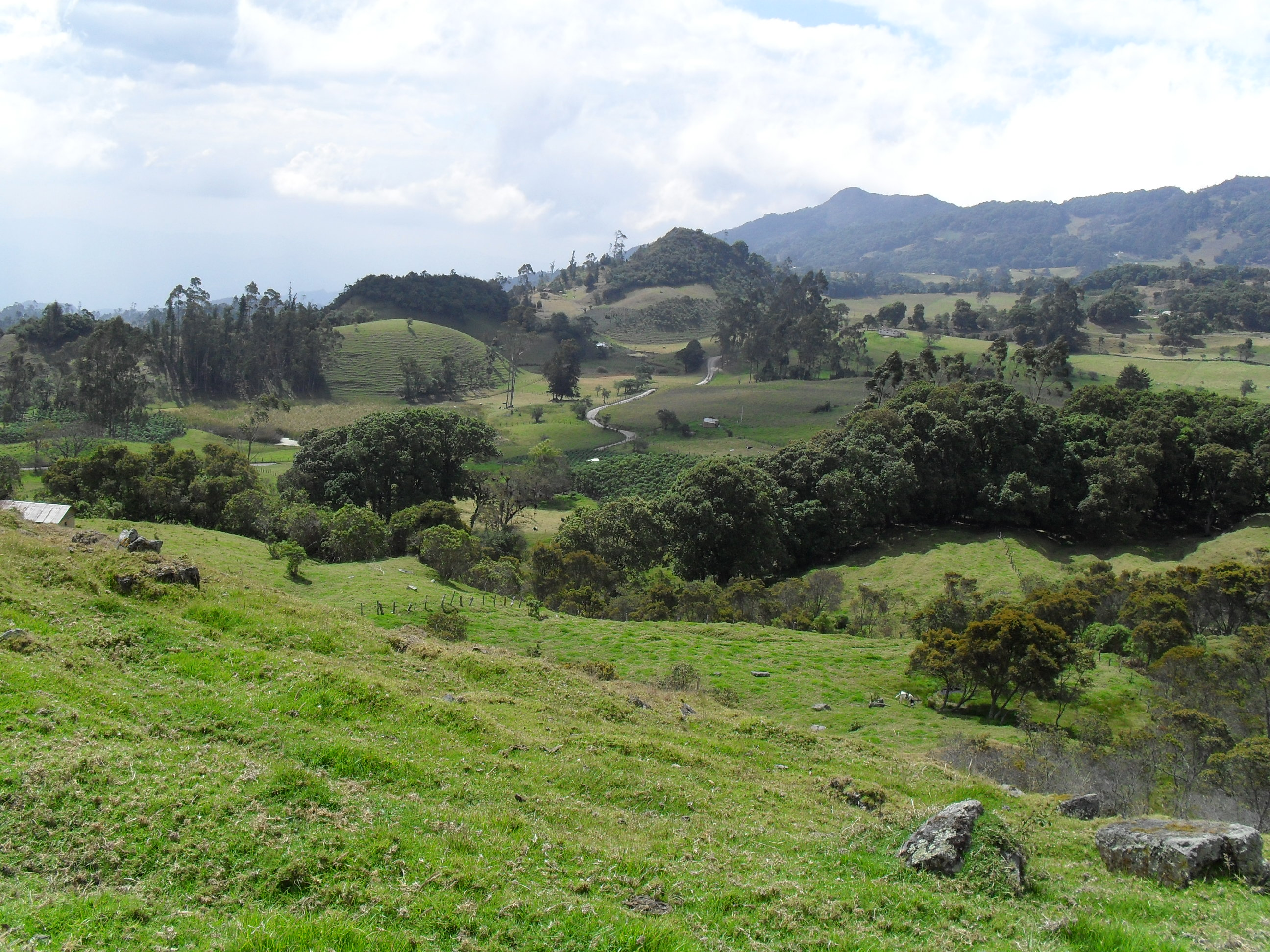
Paysage typique de l'altiplano cundiboyacense dans le Boyacá.

L'Altiplano cundiboyacense comprend trois régions distinctives : la savane de Bogota, les vallées d'Ubaté et de Chiquinquirá et les vallées de Tunja, Duitama et Sogamoso. L'altitude moyenne de l'altiplano est d'environ 2 600 m.